# Даб-поэзия
Даб-поэзия, даб-поэтри — форма поэтической декламации, возникшая в Карибском регионе. Развилась из даб музыки в Кингстоне, Ямайка в 1970-х годах, также известна в Лондоне и Торонто, городах с большими общинами иммигрантов из этого региона. Представляет собой декламацию под ритмы регги. Ее особенностью является использование разговорного языка, но в отличие от других подобных жанров, выступление даб-поэта не является импровизацией, текст написан заранее. Музыкальное сопровождение к каждому стиху создает коллектив на сцене, он исполняет специально написанную музыку, а не просто записи с пластинки или диска. Даб-стихи обычно имеют богатую мелодику и могут использоваться без музыкального сопровождения. Исполнители произносят слова с ярко выраженными ритмическими ударениями и драматическими жестами. Иногда эффекты даб-музыки, такие как эхо, реверберация, спонтанно воспроизводятся поэтом в живой версии стихотворения. Часто поэты используют call-and-response устройства, чтобы привлечь внимание аудитории.

## Содержание
Даб-поэзия была средством политического и социального самовыражения. Любовные или элегические произведения также встречаются, но даб-поэзия преимущественно посвящена политике, борьбе за социальную справедливость, содержит комментарии по текущим событиям (что в общем присуще ямайской музыке, таким жанрам, как dancehall, conscious- или roots-регги).

## Известные альбомы
Линтон Квези Джонсон (LKJ) и, в частности, его альбом Dread Beat an' Blood выпущен в Великобритании в 1978 году. Оку Онура (Oku Onuora) с альбомом Reflection In Red 1979 года стал первым ямайским записью даб-поэзии, а следующими были Revolutionary Tea Party Лилиан Аллена и Rasta Бенджамина Софонии 1983 года и многие другие альбомы начала 1980-х годов.

## Распространение

### Канада
Торонто, Онтарио, Канада (наряду с Ямайкой и Англией) является одним из городов с наибольшей концентрацией даб-поэтов. Лиллиан Аллен, Афуа Купер и Адри Жина Мандела (Ahdri Zhina Mandiela) являются одними из основателей и создателей местной даб-поэтической традиции.

### Великобритания
Линтон Квези Джонсон и его лейбл LKJ Records издает книги и музыку, а также произведения других музыкантов и поэтов.
Бенджамин Софония продолжает творить в Великобритании. Он пишет как романы, так и стихи.
Много поэтов опубликовали свои работы как сборники поэзии, а также как альбомы песенной поэзии или поэзии с музыкальным сопровождением.